# Ilse Heylen
Ilse Heylen (Wilrijk, 21 de març de 1977) és una esportista belga que va competir en judo.
Va participar en tres Jocs Olímpics, entre els anys 2004 i 2012, obtenint una medalla de bronze a Atenes 2004, en la categoria de –52 kg. Va guanyar sis medalles al Campionat Europeu de Judo entre els anys 2004 i 2010.

## Palmarès internacional
| Jocs Olímpics     | Jocs Olímpics              | Jocs Olímpics | Jocs Olímpics |
| Any               | Lloc                       | Medalla       | Categoria     |
| ----------------- | -------------------------- | ------------- | ------------- |
| 2004              | Atenes ( Grècia)           | 3             | –52 kg        |
| Campionat Europeu |                            |               |               |
| Any               | Lloc                       | Medalla       | Categoria     |
| 2004              | Bucarest ( Romania)        | 2             | –52 kg        |
| 2005              | Rotterdam ( Països Baixos) | 1             | –52 kg        |
| 2006              | Tampere ( Finlàndia)       | 3             | –52 kg        |
| 2007              | Belgrad ( Sèrbia)          | 3             | –52 kg        |
| 2009              | Tbilisi ( Geòrgia)         | 3             | –52 kg        |
| 2010              | Viena ( Àustria)           | 3             | –52 kg        |